# Pseudomyxome des cordes vocales
Pour les articles homonymes, voir Pseudomyxome.
 Mise en garde médicale
Le pseudomyxome des cordes vocales ou œdème des cordes vocales ou œdème de Reinke est une laryngite chronique caractérisée par une accumulation de mucus au niveau des cordes vocales et du larynx.
Cette affection est bénigne et n'évolue en cancer que dans 2 ou 3 % des cas.